# 夏之炎
夏 之炎（か しえん、1932年 - 2009年3月21日）は、中国人ノンフィクション作家。本名は林 洲。
シンガポール生まれ。幼児期に母親と中国に帰国。高校卒業後、科学院に勤務。1966年、家族と共に来日。1977年、『北京のいちばん寒い冬』で文藝春秋読者賞受賞。2009年3月21日、北京で死去。

## 著書
- 『絶対零度下の鋼』プレジデント社 1977
- 『北京のいちばん寒い冬』溝口栄訳 文芸春秋 1977　のち文庫
- 『虹の彼方に消ゆ 小説・林彪事件』氷室鴻訳 文芸春秋 1979
- 『北京幻想曲198X年』氷室鴻訳 文芸春秋 1982
- 『逆流する黄河 祖国中国よどこへ行く』庭崎信訳 講談社 1990
- 『天安門の六月 北京の冬ふたたび』氷室鴻訳 文芸春秋 1990
- 『秘密結社洪門』布施直子訳 文芸春秋 1994